# Arescini
Arescini (лат.) — триба жуков подсемейства щитоносок (Cassidinae) из семейства листоедов.

## Распространение
Встречается в Центральной и Южной Америке.

## Описание
Мелкие и среднего размера жуки-щитоноски вытянутой и выпуклой формы. Окраска жёлтая и красная с чёрновато-синими отметинами. Усики из 11 члеников. Про- и мезококсы ног увеличенные. Киль между основаниями усиков отсутствует. Среди кормовых растений представители семейств Heliconiaceae, Marantaceae, Musaceae.

## Классификация
4 рода и около 20 видов. Триба принадлежит к «хиспиновой» линии щитоносок (Hispinae) и иногда рассматривалась в составе Anisoderinae.
- Arescus Perty, 1832
- Chelobasis Gray, 1832
- Nympharescus Weise, 1905
- Xenarescus Weise, 1905